# Przejście graniczne Bor-Oščadnica-Vreščovka
Przejście graniczne Bor-Oščadnica-Vreščovka – polsko-słowackie przejście graniczne na szlaku turystycznym, położone w województwie śląskim, w powiecie żywieckim, w gminie Rajcza, zlikwidowane w 2007.

## Opis
Przejście graniczne Bor-Oščadnica-Vreščovka zostało utworzone 12 czerwca 2002 w rejonie znaku granicznego nr III/184/13–14. Czynne było cały rok kwiecień-wrzesień w godz. 8.00–20.00 w pozostałym 9.00–16.00. Dopuszczony był ruch pieszych, rowerzystów i narciarzy. Odprawę graniczną i celną wykonywały organy Straży Granicznej. Doraźnie kontrolę graniczną i celną osób, towarów oraz środków transportu wykonywała kolejno: Strażnica SG w Zwardoniu, Graniczna Placówka Kontrolna Straży Granicznej w Zwardoniu, Placówka Straży Granicznej w Zwardoniu.
21 grudnia 2007 na mocy układu z Schengen przejście graniczne zostało zlikwidowane.
Do przekraczania granicy państwowej z Republiką Słowacką na szlakach turystycznych uprawnieni byli obywatele następujących państw:

1. Księstwo Andory
2. Republika Austrii
3. Królestwo Belgii
4. Republika Czeska
5. Republika Grecji
6. Królestwo Danii
7. Republika Estonii
8. Republika Finlandii
9. Republika Francuska
10. Królestwo Hiszpanii
11. Królestwo Niderlandów
12. Państwo Izrael
13. Japonia
14. Republika Irlandii
15. Republika Islandii
16. Kanada
17. Księstwo Liechtensteinu
18. Wielkie Księstwo Luksemburga
19. Republika Litewska
20. Republika Łotewska
21. Księstwo Monako
22. Republika Federalna Niemiec
23. Królestwo Norwegii
24. Republika Portugalska
25. San Marino
26. Republika Słowenii
27. Stany Zjednoczone Ameryki Północnej
28. Konfederacja Szwajcarska
29. Królestwo Szwecji
30. Republika Węgierska
31. Zjednoczone Królestwo Wielkiej Brytanii i Irlandii Północnej
32. Watykan
33. Republika Włoska
34. Republika Cypryjska[5]
35. Republika Malty[5].